# Tokuma Suzuki
Tokuma Suzuki (鈴木 徳真 Suzuki Tokuma?, Tochigi, 12 de marzo de 1997) es un futbolista japonés que juega como centrocampista en el Gamba Osaka de la J1 League.

## Trayectoria
En 2019 se unió al Tokushima Vortis de la J2 League. Tres años después fichó por el Cerezo Osaka. En enero de 2024 fue contratado por el Gamba Osaka.

## Clubes
| Club             | País  | Año       |
| ---------------- | ----- | --------- |
| Tokushima Vortis | Japón | 2019-2021 |
| Cerezo Osaka     | Japón | 2022-2023 |
| Gamba Osaka      | Japón | 2024-act. |